# Kléša (Buddhismus)
Kléši (Sanskrt: क्लेश, Páli: किलेस kilesa; Tibetština: ཉོན་མོངས། nyon mongs) jsou v buddhismu duševní stavy, které zamlžují mysl a projevují se v nezdravých činech. Mezi kléši patří stavy mysli jako je úzkost, strach, hněv, žárlivost, touha, deprese atd. Termín kléša se také mnohdy překládá jako utrpení, poskvrnění, rušivé emoce, negativní emoce, jedy mysli apod.
Nevědomost, připoutanost (nenasytnost) a nechuť jsou v mahájánové a théravádové buddhistické tradici považovány za zdroj všech ostatních kléš. Tyto tři pojmy jsou v mahájánové tradici známy pod pojmem tři jedy, v théravánové tradici jako tři nezdravé kořeny.

## Pálijská literatura
V pálijském kanónu je kléša často spojována s různými touhami, které pošpiňují tělesný i duševní stav bytosti. V kanónu Abhidhamma a pálijské literatuře je popisováno deset znečištění, z nichž první tři – chamtivost, nenávist a klam – jsou považovány za „kořeny“ neboli zdroje utrpení.

### Abhidhamma: Deset nečistot a nezdravých kořenů
1. chamtivost (lobha)
2. nenávist (dosa)
3. klam (moha)
4. domýšlivost (māna)
5. špatné názory/pohledy (micchāditthi)
6. pochybnosti (vicikicchā)
7. lenost (thīnaṃ)
8. roztěkanost (uddhaccaṃ)
9. nestoudnost (ahirikaṃ)
10. bezohlednost (anottappaṃ) [6]

## Sanskrt & Mahájánová literatura

### Tři jedy
Tři kléši – nevědomost, připoutanost (nenasytnost) a nechuť jsou v mahájánové tradici označovány jako tři jedy (triviṣa), v théravádové tradici jako tři nezdravé kořeny (Páli: akusala-mūla; Skt.: akuśala-mūla). Tyto tři jedy (tři nezdravé kořeny) jsou považovány za „kořen“ neboli zdroj všech ostatních kléš.

### Pět jedů
V mahájánové tradici je pět hlavních kléš označováno jako pět jedů (Skt.: pañca kleśaviṣa; Tic.: dug lnga).
Mezi pět jedů se řadí tři již jmenované jedy a dva další neduhy, konkrétně pýcha a závist.
1. nevědomost (avidya)
2. připoutanost, nenasytnost (rāga)
3. nechuť (dvesha)
4. pýcha (māna)
5. závist (irshya)[9][10]

### Šest kořenů kléš Abhidharmy
Abhidharma rozpoznává šest nezdravých „kořenů“ kléš (mūlakleśa):
| Šest kořenů kléš                   | nenasytnost/připoutanost (raga) je buddhistický pojem s významem „utrpení“, nebo jedu odkazujícího na jakoukoli formu „chamtivosti, smyslnosti, chtíče a touhy“. |
| Šest kořenů kléš                   | hněv (pratigha) je definován jako nepřátelský postoj k bytostem, k frustraci a k tomu, co vede k frustraci. Funguje jako základ pro hledání chyb, negativních činů a pro následné nalezení klidu a štěstí. |
| Šest kořenů kléš                   | pýcha (māna) vytváří základ pro nerespektování druhých. |
| Šest kořenů kléš                   | nevědomost (avidya) neboli zmatená mysl odkazuje na nevědomost nebo mylné představy o realitě. |
| Šest kořenů kléš                   | pochybnosti (vicikitsa) negativní emoce týkající se zjevných pravd, např. karmických činů nebo čtyř ušlechtilých pravd |
| Šest kořenů kléš                   | zmatený pohled (dṛṣṭi), který je dále rozdělen do pěti typů: - pohled na existenci vlastního já (jediné, nezávislé, neměnné) - pohled na minulost nebo budoucnost (identita, která neexistovala před narozením a nebude existovat ani po smrti) - zachování nesprávného pohledu a považovat ho za správný - považování nemorálního chování za správné (např. požitkářství nebo nesprávná askeze) - považování nemorálního skutků za správný |
| Další druhy znečištění/ poskvrnění | vztek, zášť, závist, lakota, neupřímnost, zloba, pokrytectví, podvod, sebepotvrzení, krutost, nestydatost, lhostejnost, nedůvěra, lenost, nepoctivost, zapomnětlivost, rozptýlení, nedostatek introspekce, atd. |

## Překonání kléš
Pomocí meditace mohou být kléši uklidněny, zde dochází k pravé podstatě pochopení kléši a samotné mysli. Kléša však nemůže být odstraněna úplně. Poté, co dojde k pochopení sama sebe a své vlastní mysli, již neexistuje zdroj pro rušivé emoce a rušivé emoce tedy ztrácejí sílu rozptýlit mysl.